# Gyobang-dong
Gyobang-dong (koreanska: 교방동) är en stadsdel i staden Changwon i provinsen Södra Gyeongsang i den sydöstra delen av Sydkorea, 300 km sydost om huvudstaden Seoul. Den ligger i stadsdistriktet Masanhappo-gu.
Stadsdelen fick sin nuvarande utsträckning den 1 januari 2020 när stadsdelarna Gyobang-dong och Nosan-dong slogs ihop.